# Municipio de San Juan Achiutla
El municipio de San Juan Achiutla es uno de los 570 municipios del estado mexicano de Oaxaca. Su cabecera es la localidad de San Juan Achiutla.

## Geografía
El municipio de San Juan Achiutla colinda al norte con el municipio de Santa María Nduayaco, al este con el municipio de Magdalena Yodocono de Porfirio Díaz, al sur con el municipio de San Miguel Achiutla, y al oeste con el municipio de Santa Catarina Tayata.

## Localidades
El municipio de San Juan Achiutla cuenta con diez localidades.
| Localidad           | Población (2020) |
| ------------------- | ---------------- |
| San Juan Achiutla   | 223              |
| Barrio Dolores      | 84               |
| Barrio de Guadalupe | 28               |

## Gobierno
El municipio de San Juan Achiutla se rige mediante el sistema de usos y costumbres.
| Presidente municipal     | Periodo   |
| ------------------------ | --------- |
| Juan Pablo López Jiménez | 1996-1998 |
| Arturo Martínez Reyes    | 1999-2001 |
| Otilio López Ramírez     | 2002-2004 |
| Jesús Ramírez Crisantos  | 2005-2007 |
| Rigoberto Reyes López    | 2008-2010 |
| Eulalio González Ramírez | 2011-2013 |
| Héctor López Martínez    | 2014-2016 |
| Geycel Bautista Martínez | 2017-2019 |
| Wilver González Ramírez  | 2020-2022 |
| Josefino Méndez Ruíz     | 2023-2025 |